# Puchar Czech w koszykówce kobiet
Puchar Czech w koszykówce kobiet (cz. Český pohár v basketbalu žen) – cykliczne krajowe rozgrywki sportowe, prowadzone systemem pucharowym, organizowane corocznie (co sezon) przez Czeską Federację Koszykówki dla czeskich żeńskich klubów koszykarskich. Drugie – po mistrzostwach Czech – rozgrywki w hierarchii ważności, w czeskiej koszykówce kobiet. Rozgrywki zostały zainicjowane w 1995, po rozpadzie Czechosłowacji (31 grudnia 1992).

## Uczestniczki final four pucharu
Na podstawie.
| Sezon     | Zdobywca pucharu               | Wynik  | Finalista pucharu            |  | 3. miejsce                   | Wynik  | 4. miejsce                 |
| --------- | ------------------------------ | ------ | ---------------------------- |  | ---------------------------- | ------ | -------------------------- |
| 1995/1996 | BK IMOS Žabovřesky             |        |                              |  |                              |        |                            |
| 1996/1997 | BK IMOS Žabovřesky             |        |                              |  |                              |        |                            |
| 1997/1998 | BK IMOS Gambrinus Žabovřesky   |        |                              |  |                              |        |                            |
| 1998/1999 | BK IMOS Gambrinus Žabovřesky   |        |                              |  |                              |        |                            |
| 1999/2000 | BK Gambrinus Brno - Žabovřesky |        |                              |  |                              |        |                            |
| 2000/2001 | BK Gambrinus BVV Brno          |        |                              |  |                              |        |                            |
| 2001/2002 | Gambrinus Brno                 |        |                              |  |                              |        |                            |
| 2002/2003 | Gambrinus JME Brno             |        |                              |  |                              |        |                            |
| 2003/2004 | Gambrinus JME Brno             | 107:73 | USK Blex Praga               |  | BK Loko Trutnov              | 67:60  | MUS AB+ Strakonice         |
| 2004/2005 | Gambrinus JME Brno             | 110:66 | USK Blex Praga               |  | BK Loko Trutnov              | 74:70  | BK Strakonice              |
| 2005/2006 | Gambrinus SIKA Brno            | 100:50 | BK Kara Trutnov              |  | ZVVZ USK Praga               | 109:50 | BLC Sparta Praga           |
| 2006/2007 | Gambrinus SIKA Brno            | 79:66  | ZVVZ USK Praga               |  | BK Lokomotiva Karlowe Wary   | 73:57  | BLC Sparta Praga           |
| 2007/2008 | Gambrinus SIKA Brno            | 93:74  | ZVVZ USK Praga               |  | Valosun Brno                 | 116:69 | BLC Sparta Praga           |
| 2008/2009 | Gambrinus SIKA Brno            | 93:85  | ZVVZ USK Praga               |  | BK Kara Trutnov              | 85:71  | Valosun Brno               |
| 2009/2010 | ZVVZ USK Praga                 | 99:96  | Frisco Sika Brno             |  | Slovanka MB                  | 75:52  | BK Strakonice              |
| 2010/2011 | ZVVZ USK Praga                 | 76:73  | Frisco Sika Brno             |  | BK Strakonice                | 91:74  | VŠ Praga                   |
| 2011/2012 | ZVVZ USK Praga                 | 92:63  | BK IMOS Brno                 |  | Sokol Hradec Králové         | 75:60  | VŠ Praga                   |
| 2012/2013 | BK IMOS Brno                   | 87:83  | ZVVZ USK Praga               |  | Valosun KP Brno              | 69:57  | VŠ Praga                   |
| 2013/2014 | ZVVZ USK Praga                 | 73:67  | BK IMOS Brno                 |  | Sokol Hradec Králové         | 87:80  | BK Kara Trutnov            |
| 2014/2015 | ZVVZ USK Praga                 | 91:49  | BK Žabiny Brno               |  | Sokol Hradec Králové         | 77:66  | Valosun KP Brno            |
| 2015/2016 | DSK Basketball Nymburk         | 75:65  | Sokol Hradec Králové         |  | Valosun KP Brno              | 89:68  | BK Lokomotiva Karlowe Wary |
| 2016/2017 | BK Handicap Brno               | 88:81  | KP Brno                      |  | BLK Slavia Praga             | 86:67  | BK Loko Trutnov            |
| 2017/2018 | KP Brno                        | 72:69  | Sokol Nilfisk Hradec Králové |  | DSK Basketball Nymburk       | 87:77  | Basket Žabiny Brno         |
| 2018/2019 | Sokol Nilfisk Hradec Králové   | 68:63  | KP Brno                      |  | DSK Basketball Nymburk       | 90:68  | BLK Slavia Praga           |
| 2019/2020 | BK Žabiny Brno                 | 93:90  | Sokol Nilfisk Hradec Králové |  |                              |        |                            |
| 2020/2021 | ZVVZ USK Praga                 | 96:55  | KP Brno                      |  | Levhartice Chomutov          | bd     | BLK Slavia Praga           |
| 2021/2022 | BK Žabiny Brno                 | 74:70  | KP Brno                      |  | Sokol Nilfisk Hradec Králové | 71:56  | Slovanka                   |
| 2022/2023 | BK Žabiny Brno                 | 88:66  | Levhartice Chomutov          |  | Slovanka                     | 93:85  | SBŠ Ostrawa                |

## Zdobyte puchary według klubu
| Zespół                   | Lp. | Zwycięskie lata                                                                                                  |
| ------------------------ | --- | --- |
| Basket BK Brno           | 19  | 1996, 1997, 1998, 1999, 2000, 2001, 2002, 2003, 2004, 2005, 2006, 2007, 2008, 2009, 2013, 2017, 2020, 2022, 2023 |
| Basket USK Praga         | 6   | 2010, 2011, 2012, 2014, 2015, 2021                                                                               |
| Basket Královo Pole Brno | 1   | 2018 |
| Basket CEZ Nymburk F     | 1   | 2016 |
| Basket Sokol HK          | 1   | 2019 |